# Poecilia mexicana
Poecilia mexicana è un pesce appartenente alla famiglia dei Poeciliidae, dell'ordine Cyprinodontiformes.

## Distribuzione e habitat
Questo pesce è diffuso nelle acque dolci e salmastre del Centroamerica, dal Messico al Guatemala. Abita anche le pianure allagate stagionalmente. Alcune popolazioni sono diffuse anche in acque dolci sotterranee. 

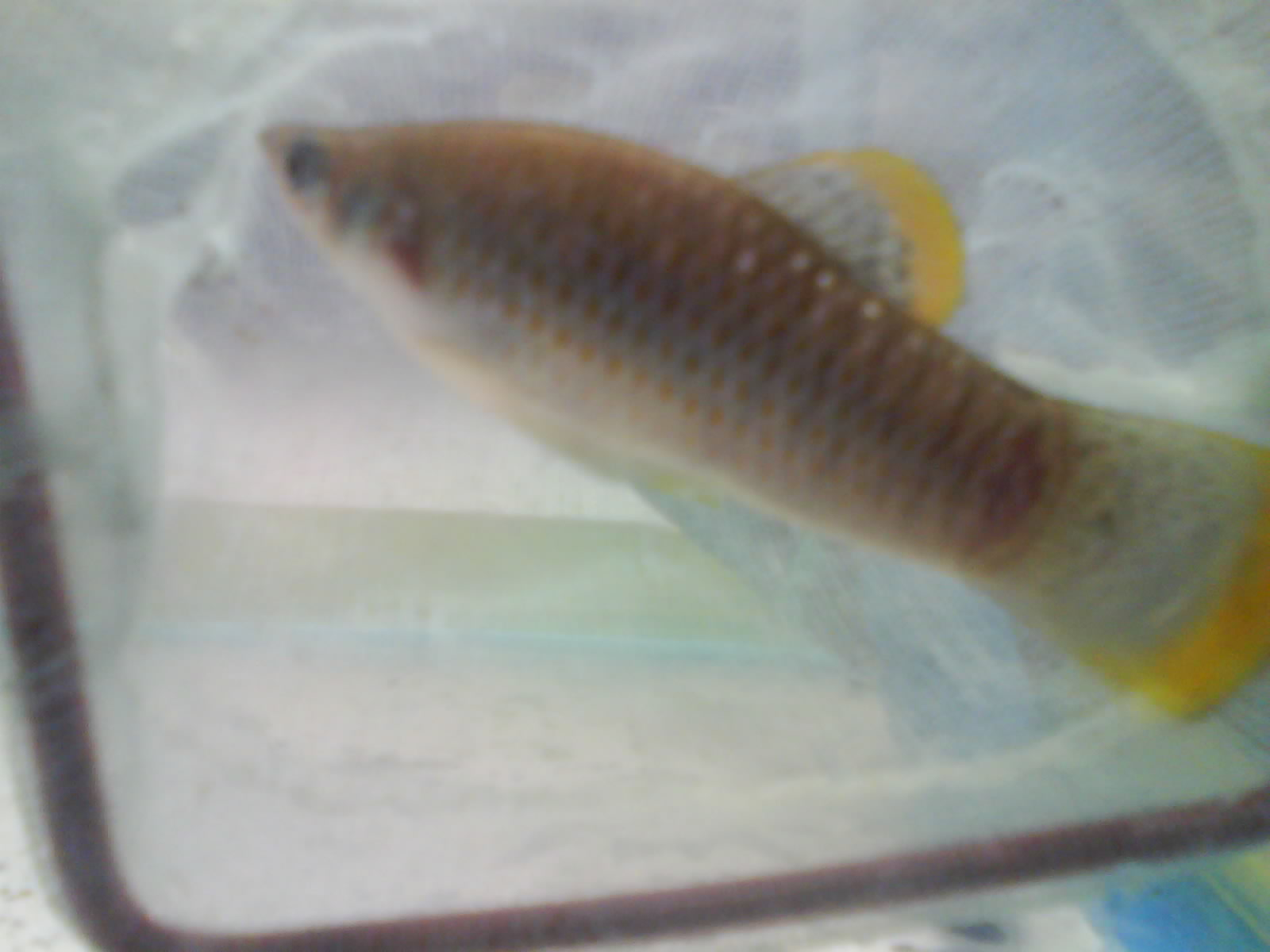
P. mexicana

## Descrizione
Il corpo è alto e allungato, con ventre arrotondato e testa appuntita. Gli occhi grandi, la bocca larga. La pinna dorsale è allungata, la coda a delta, le altre pinne arrotondate. La livrea originaria del maschio prevede dorso verde argenteo, fianchi e peduncolo caudale azzurrini.  Le pinne sono gialle screziate di grigio-azzurro. La femmina ha colori più smorti.

Le dimensioni si attestano sugli 11 cm di lunghezza.
Questa specie è spesso confusa con Poecilia sphenops, molto simile.

## Riproduzione
È specie ovovivipara e molto prolifica: il maschio feconda le uova all'interno della femmina tramite il gonopodio, e dopo una gestazione di 28 giorni circa partorisce da 20 a 150 piccoli.

## Alimentazione
Poecilia mexicana si nutre prevalentemente di detriti e di vegetazione marcescente.

## Acquariofilia
Come gli altri Molly, è commerciato in tutto il mondo in numerose varietà.